# Winchester
Winchester je historické město na jihu Anglie, ležící 97 km jihozápadně od Londýna a asi 32 km severně od Southamptonu. K roku 2020 mělo asi 42 000 obyvatel (samotné město). Je sídlem distriktu City of Winchester, který zahrnuje větší území než samotný Winchester, a také je centrem hrabství Hampshire. V 10. a 11. století bylo hlavním městem Anglie a předtím hlavním městem Wessexu.

## Historie

### Prehistorie a raná historie

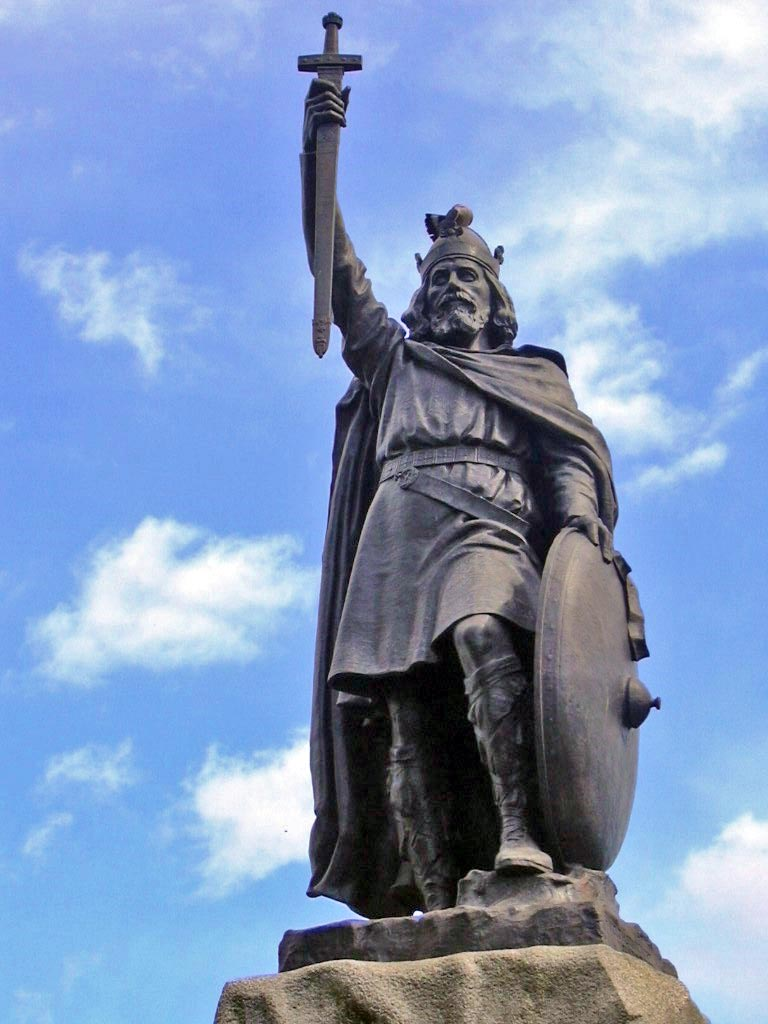
Socha Alfréda Velikého ve Winchesteru

Nejstarší pozůstatky osídlení pocházejí z období doby železné, kdy bylo v místě na západním okraji současného města vybudováno opevnění Oram's Arbour. Po ovládnutí Británie Římany zde bylo vybudováno město nazývané Venta Belgarum, které bylo důležitým obchodním centrem oblasti. Po odchodu Římanů se pro město používal název Caergwinntguic, ze kterého se v anglosaském období po roce 519 vyvinulo jméno Wintanceastre.

### Anglosaské období
Winchester se po roce 686, kdy wessexský král Cædwalla porazil posledního krále Wightu Arwalda, stal hlavním městem středověkého království Wessex. I když nebyl jediným hlavním městem království, král Ecgberht ho učinil roku 827 hlavním centrem království. Základní plán ulic vytvořený králem Alfrédem Velikým je patrný do současnosti. Město bylo součástí pásu opevnění podél jižního pobřeží. Winchester byl hlavním městem Wessexu a později Anglie až do doby krátce po ovládnutí Anglie Normany, kdy se hlavním městem stal Londýn.

### Středověk
Vážný požár roku 1141 nastartoval postupný úpadek středověkého Winchesteru, přes snahu Viléma z Wykehamu (1320–1404), jenž se snažil o obnovu významu města. Jako biskup z Winchesteru byl odpovědný za stav a vzhled katedrály, založil Winchester College, stejně jako New College v Oxfordu. Ve středověku bylo město důležitým centrem obchodu s vlnou.

### Novověk
Hnutí Johna Ruskina za obnovu řemesel proti postupující průmyslové výrobě symbolizuje novogotická budova cechů z roku 1871.

## Školství
Ve městě působí tři státem spravované střední školy: Kings' School Winchester, Westgate School a Henry Beaufort, všechny s velmi dobrou pověstí. Winchesterská univerzita (původně King Alfred's College) je jedinou univerzitou ve městě. Winchesterská umělecká škola je součástí Southamptonské univerzity.

## Památky a turistické cíle

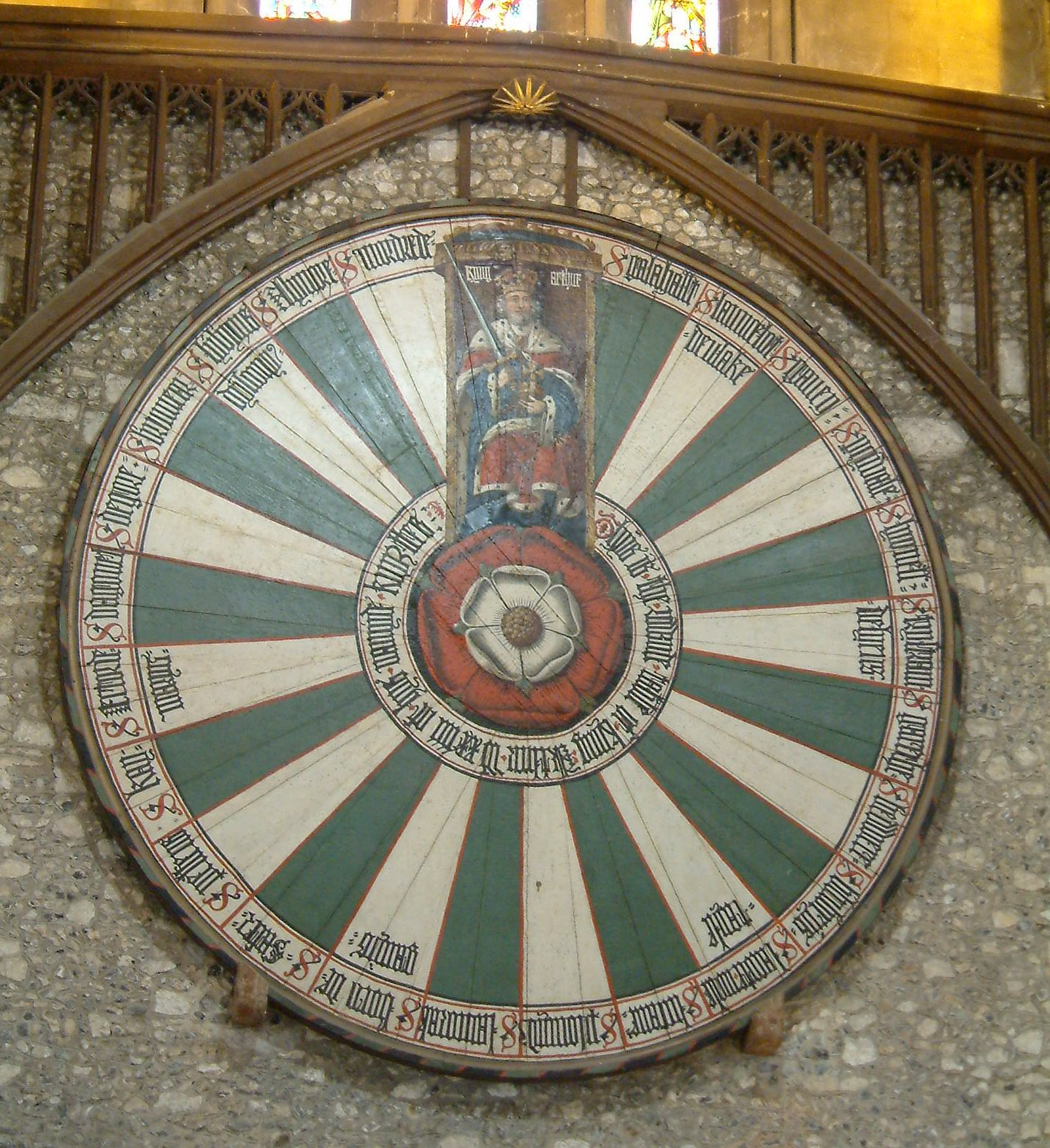
Kulatý stůl krále Artuše

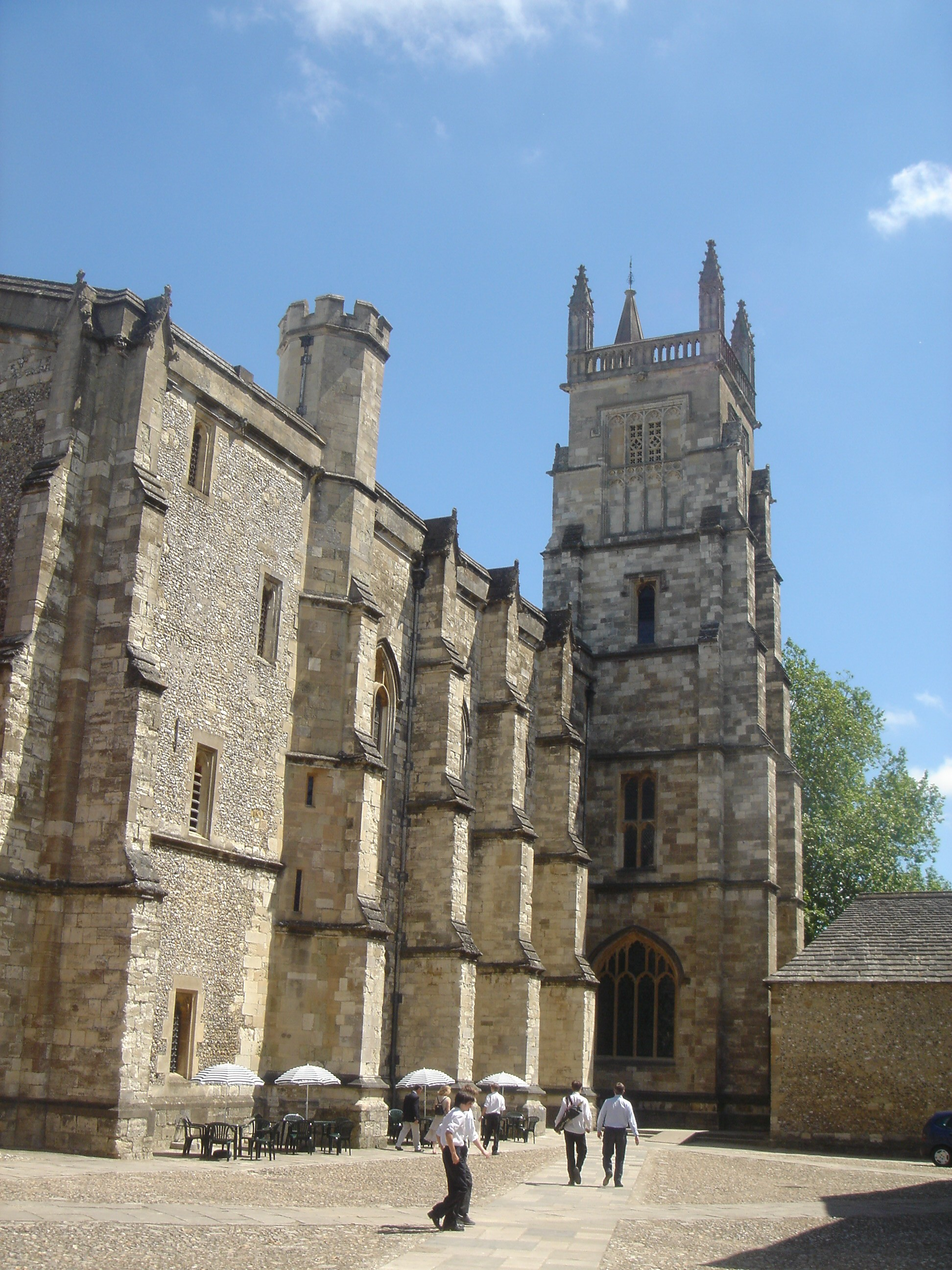
Kaple Winchesterské koleje

- Winchesterská katedrála – významná románská stavba, nejdelší katedrála Evropy, byla postavena roku 1079. Obsahuje mnoho ojedinělých architektonických prvků z období 11. až 16. století a je místem posledního odpočinku biskupů z Winchesteru, anglických panovníků (například Knut nebo Vilém II.) a rovněž i Jane Austenové. Určitou dobu byla poutním místem k hrobce sv. Swithuna.
- Nádvoří katedrály – soustřeďuje se zde několik historických staveb z převorského období chrámu. 
  - Budova děkanství ze 13. století, původní sídlo převora. Roku 1486 se zde narodil Artur, princ z Walesu.
  - Cheyney Court, hrázděný dům z 15. století, bývalé sídlo biskupových dvořanů – vrátných Cheyneyů. Nejstarší budova s trámovým stropem, pravděpodobně postavená radou města v roce 1380, se nachází vedle děkanské zahrady.
- Wolveseyský hrad s palácem – pochází z roku 1110, v normanském období byl biskupským palácem, stál na místě předchozí saské stavby. Byl rozšířen a rekonstruován Jindřichem z Blois. Královna Marie I. a král Filip II. zde trávili čas před svatbou v nedaleké katedrále. Z hradu se do současnosti dochovala jen ruina.
- Winchesterský hrad – velká síň ze 12. století, přestavěné mezi lety 1222–1235. Pozoruhodný kulatý stůl, zvaný krále Artuše, se jmény rytířů na okraji desky, pochází až ze 13. století, zde umístěn od roku 1463. s kresbou roku 1522 pro Jindřicha VIII.
- Winchesterská kolej – budova veřejné školní koleje z roku 1382, založil ji Vilém z Wykehamu. Má dvě nádvoří, bránu, klášterní dvůr, aulu a velkou kapli. Původně byla určena pro vzdělávání chlapců z chudých rodin.
- Nemocnice Svatého Kříže – chudobinec s rozlehlou normanskou kaplí Nemocnice svatého kříže, leží nedaleko centra města; postavil je Jindřich z Blois roku 1130 jako hospic pro poutníky na cestě do Canterbury.
- Budova cechů (gildy) – novogotická budova s hranolovou věží z roku 1871
- Královská městská brána – součást gotického opevnění města
- City Museum – Městské muzeum
- City Mill – původem starobylý mlýn s akvaduktem, dosud funkční

## Osobnosti
- Richard Cornwallský
- Artur Tudor
- John Keats
- Jane Austenová, spisovatelka